# Szívek szállodája
A Szívek szállodája egy amerikai dramedy (a drama és comedy angol szavakból; a tragikomédia egyik alfaja, amely a dráma és komédia egyesítéséből alakult ki, főleg televíziózásban használják) televíziós sorozat, amelyet Amy Sherman-Palladino készített, a főszerepet Lauren Graham és Alexis Bledel játszotta. Amy és férje, Daniel Palladino, David S. Rosenthal, valamint Gavin Polone látták el a vezető produceri feladatokat. A sorozat 2000. október 5-én debütált a WB-n és végig a csatorna tentpole (olyan alkotás, amely egy stúdiónak vagy csatornának jelenti az éves bevétel nagy részét) sorozata maradt egészen 2006. szeptember 26-ai költözéséig, amikor is a CW csatornára került át. Eredetileg hét évadot élt meg, utolsó része 2007. május 15-én került adásba.
A sorozat Lorelai Gilmore (Graham) és lánya életét követi végig, akit szintén Lorelai-nak hívnak, de ő a Rory-t (Bledel) részesíti előnyben, a connecticuti kitalált kisvárosban, Stars Hollowban. A város változatos karakterekkel van tele és körülbelül 30 percnyire található Hartfordtól (ahogy az első részben ez rögtön ki is derül). A sorozat több témát is körüljár, többek között a családi problémákat, barátságot, szerelmet ugyanúgy, mint a generációs különbségeket és társadalmi osztályokat. Az ambíció, oktatás, munka, szerelem, család és az osztályokkal kapcsolatos kérdések alkotják a sorozat néhány központi felvetését. A sorozat társadalmi kritikája leginkább Lorelai és vagyona közötti bonyolult hozzáállásában, valamint szülei, Richard és Emily Gilmore, külsőségekkel kapcsolatos megszállottságában, valamint Rory és a többi tanuló közötti interakcióban jelenik meg először a Chilton Akadémián, majd később a Yale Egyetemen.
A Szívek szállodáját nagy kritikai elismeréssel fogadták. Gyors ütemű dialógusok jellemzik, tele számos utalással a pop kultúrára. 2004-ben megnyerte a sminkért járó Emmy-díjat, 32. helyen végzett az Entertainment Weekly „Új Televíziós Klasszikusok” listáján és 2007-ben egyike volt a Time „Minden Idők 100 legjobb televíziós sorozatá”-nak.
2016. január 29-én megerősítették, hogy a Szívek szállodája visszatér egy 4 részes, egyenként 90 percből álló minisorozatként a Netflixen, Szívek szállodája: Egy év az életünkből címmel 2016. november 25-én. Mindegyik epizód Stars Hollowban játszódik, egy-egy részt szentelve az évszakoknak, a télnek, tavasznak, nyárnak és az ősznek.

## Gyártás
A sorozat készítője, Amy Sherman-Palladino, az inspirációt a connecticuti Stars Hollow díszletére a szintén connecticuti Washington városbeli látogatása során merítette, amikor a Mayflower Fogadóban szállt meg, amelyet gyönyörűnek talált. Lenyűgözte, hogy az emberek milyen jól ismerik egymást és a következő reggel már meg is írta a pilot szövegét. Így magyarázta: „Ha el tudom érni, hogy az emberek is érezzék azt, amit én éreztem, ahogy ebben a tündéri városban sétáltam, úgy gondoltam, az csodálatos lenne. [...] Abban az időszakban, amikor ott voltam, szép volt a város, varázslatos, melegség töltött el és a kisvárosi barátságosság. ... Erre az érzésre vágytam a saját életemben is és azt gondoltam, hogy ez egy olyan dolog, amit másokkal is meg kell osztanom.” A sorozat ritmusát a Katharine Hepburn és Spencer Tracy által készített filmekből vette át.
A pilot rész anyagi támogatást kapott a Családbarát Műsorok Fóruma (FFPF) Forgatókönyv Támogatási Alapjától, amelynek része a nemzet néhány vezető hirdetője is, ezzel az első sorozatok között volt, amelyek ilyen mértékű támogatást kaptak.
2003-ban a WB egy spin-offot tervezett, Windward Circle címmel, főszerepben Jess Marianoval (Milo Ventimiglia), amiben megismeri elhidegült édesapját, Jimmyt (Rob Estes) és kaliforniai gördeszkásokkal barátkozott volna össze. A csatorna elkaszálta a sorozatot, mielőtt leadták volna, a Venice tengerparton lévő magas gyártási költségekre hivatkozva. A Szívek szállodája 3. évadának A tékozló fiú című epizódja volt tulajdonképpen a bevezető pilot a tervezett spin-offhoz.

## Írás és forgatás
Ahogy a sorozat jelmondata is jelezte, „Az élet rövid, beszélj gyorsan.”. Egy Szívek szállodája epizód forgatókönyve átlagosan 77-78 oldal hosszú volt és egy oldal kevesebb, mint egy percnek felelt meg, ez lehetővé tette, hogy több dialógus és jelenet legyen benne. Ezek nagy része különböző utalássokkal voltak fűszerezve filmekre, sorozatokra, zenére, irodalomra és a celeb kultúrára. A relatív ismeretlensége néhány ilyen utalásnak azt eredményezte, hogy különböző ismertető füzeteket adtak ki ezekről az úgynevezett gilmorizmusokról, amelyeket az első 4 évad DVD kiadásához mellékelt a WB. A füzetek a sorozat készítőitől is tartalmaznak magyarázatokat és a „The 411 on many of the show's witty and memorable wordplays and pop culture references” címet viseli (magyar fordítása körülbelül az alábbinak felel meg: A tudakozó a sorozat számos szellemes és emlékezetes szójátékáról és pop kultúra hivatkozásáról).
A sorozat a master-shot technikára épült, ahol a szereplőket és szövegüket egy hosszú, folytonos beállításban veszik fel; ezt gyakran egy másik metóduson keresztül érték el, amelyet rendszeresen használtak a sorozat folyamán, amikor séta közben történt a beszélgetés (walk and talk). 8 munkanap kellett egy rész leforgatásához.
A pilot részt Unionville-ben vették fel, Toronto közelében, a sorozat többi részét Burbankben, a Warner Bros. telephelyén. A külső felvételeket Rory előkészítő iskolájáról, a Chiltonról, a Greystone kastélynál forgatták, Beverly Hillsben. Egy külön díszletet építettek gipszből és celotoxból a Yale Egyetemes felvételekhez, amelyeket a Calhoun Egyetemen vettek fel. Rory harvardi látogatását az UCLA-n vették fel, a Yale egyetemit, amikor eldöntötte, hogy melyik egyetemre menjen, a Pomona Egyetemen.

## Zene
Amy Sherman-Palladino felügyelte a zenét is. Jellegzetes dallamos zenéiről ismert, köztük a melodikus „lá-lák”-ról, a Szívek szállodája nondiegetikus (a háttérben szóló, a szereplők által nem hallható hang) dalait Sam Phillips énekes és dalszövegíró komponálta az egész széria alatt. A dalok hangszeres feldolgozására Phillips elsősorban saját hangját használta, akusztikus gitárral és alkalmanként hegedűvel, dobbal, zongorával és elektromos gitárral kiegészítve. A rendező a zene készítésénél azt kérte, hogy a zene kapcsolódjon a lányokhoz, mintha „a gondolataik kiterjesztése lenne. És ha valamilyen zene menne a fejükben bizonyos helyzetekben az életükben, ha valós emberek lennének, ez lenne az a zene.” Sherman-Palladino nyomatékosította, hogy „szerinte ez emelte fel a sorozatot. Mert a zene nem egy elpocsékolt része volt a részeknek. Minden megpróbált elmondani valamit, hozzáadni egy kicsit az egészhez.”
A zenének szintén nagy szerepe volt a karakterek közötti beszélgetéseknek és a jelenetekben való megjelenésében. Ami azt illeti az első beszélgetés Lorelai és Rory között az első részben, Luke kávézójában, Macy Gray debütáló albumának (On How Life Is) hollétéről is szól. A legtöbb fő és visszatérő szereplő zenei ízlése valamilyen ponton kiderül és a két főszereplőnek notorikusan összeválogatott de jól elkülöníthető ízlése van: anya és lánya is idegenkedik a „meghatározhatatlan jazz”-től, amelyeket egy baby shower-ön, készítettek egy hóembert Björk képmására és a Metallicát „remek zenekarnak” nyilvánították. Lorelai köztudottan '80-as évek zenéjét szereti, többek között a The Bangles-t, XTC-t és a The Go-Go’s-t, a régi szobája, szülei otthonában Duran Duran poszterekkel van tele. Roryt gyakran mutatják, miközben alternatív zenekarokat hallgat, mint a Pixies, Sonic Youth, Belle & Sebastian vagy Franz Ferdinand, valamint tetszését fejezi ki PJ Harvey iránt, vagy ellenszenvét a The Smashing Pumpkins felé. Cédéket is cserélgetnek Lorelai-jal és köszönetet mond neki a chiltoni tanévzáráskor tartott búcsúbeszéde közben, amiért új könyveket és zenéket mutatott neki egész élete során.
Rory legjobb barátnője, Lane, zenerajongó, akinek a zenékkel kapcsolatos listája öt teljes oldalon keresztül tart, amikor feladja apróhirdetését „dobos-zenekart-keres” jeligével, amelyben benne volt például a Ramones és Jackson Browne. Lane végül megalakítja saját zenekarát, a Hep Alient, amely a sorozat producerének, Helen Pai-nak az anagrammája. A csapat rockot játszik, több különböző stílussal vegyítve és feltűnik Sebastian Bach is, aki előtte a Skid Rowban játszott, Gil karakterét alakítva, a Hep Alien tehetséges gitárosát. A banda összeállt egy estére, hogy egy valódi koncertet adjon elő 2014. október 4-én. Lorelai, kutyáját Paul Anka után nevezte el, aki később fel is tűnik Lorelai álmában a hatodik évad A nagy lebeszélősdi (The Real Paul Anka) című részben.
Más zenészek, akik vendég szereplést vállaltak, például a The Bangles, Sonic Youth, Sparks, the Shins és Carole King, aki újra felvette 1971-es dalát, a „Where you Lead”-et (dalszöveg Toni Stern) lányával, Louise Goffinnal, a Szívek szállodája főcímzenéjének. Grant-Lee Phillips legalább egyszer feltűnik minden évadban, a város trubadúrjaként, saját dalait és feldolgozásait énekelve, amíg Sam Phillips az első és utolsó szerepét a hatodik évad Énekes palimadarak című részében tette. 2002-ben a Rhino Records egy lemezt is kiadott a sorozathoz, Our Little Corner of the World: Music from Gilmore Girls címmel. A CD füzete anekdotákat is tartalmaz a sorozat producereitől, Amy Sherman-Palladino és Daniel Palladino-tól, az életükben nagy szerepet játszó zenékkel kapcsolatban.

## Csatornaváltás és a befejezés
2006 áprilisában bejelentették, hogy Amy Sherman-Palladino és férje Daniel, nem tudott egyezségre jutni a CW-vel, az új csatornával, amely az UPN és a WB egyesítéséből jött létre. Egy hivatalos közleményben a következőt nyilatkozták: „Legnagyobb erőfeszítéseink ellenére A szívek szállodája visszatérésével és a jövőjével kapcsolatban, képtelenek voltunk egyezségre jutni a stúdióval és ezért az évad végén, ahogy szerződésünk is lejár, itt hagyjuk a sorozatot. Szívből jövő köszönetet szeretnénk mondani a csodálatos stábnak, a keményen dolgozó csapatnak és a hűséges rajongóknak. Tudjuk, hogy a történet a következő évadban is folytatódni fog és hogy a sorozat integritása hosszasan megmarad azután is, hogy elhagyjuk Stars Hollowt.” David S. Rosenthal, aki már előtte is íróként és producerként dolgozott a sorozaton, cserélte le őket.
2007. május 3-án a CW bejelentette, hogy a sorozatot nem újítják meg. A Variety szerint „A döntés hátterében a pénz volt a legnagyobb ok, mivel a főszereplőkkel nem sikerült megegyezésre jutni a fizetésekkel kapcsolatban. Egyéb okok is szerepet játszhattak a döntésben, például az epizódok száma és gyártási időpontok.” Amy Sherman-Palladino kifejtette, hogy törekszik majd arra, hogy egy film készüljön a Szívek szállodájából. Lauren Graham megjegyezte, hogy sok rajongó „csalódott volt a befejezéssel kapcsolatban” és egy esetleges folytatást is kilátásba helyezett.

## Felélesztés
2010. szeptember 15-én Lauren Graham azt nyilatkozta a Vanity Fairnek, hogy egy Szívek szállodája film kétségtelenül lehetséges: „az emberek hatalommal, azok az emberek, akik ténylegesen tudnának tenni érte, beszélnek róla.” Ugyanezt állította 2013 márciusában Twitter oldalán a Veronica Mars kapcsán, amely támogatást kapott a Kickstartertől a filmjükre, mondván, ez lenne Sherman-Palladino jele egy filmre.
2012. június 11-én, miközben interjút adott új sorozatáról, a Bunheadsről, Amy visszaemlékezett a szerződéssel kapcsolatos vitára és távozására a Vulture-nak adott interjú során: „Elfuserált egyeztetés volt. Igazából arról szólt, hogy túl sokat dolgozom. Én lettem volna az az őrült személy, aki bezárkózik a házába és soha nem jön ki. Sokat hallottam, hogy ’Amy-nek nincs szüksége író gárdára, mert ő és a férje írnak mindent!’, úgy gondoltam ’Ez egy remek hozzáállás a részetekről, de ha még 2 évig szeretnétek, hogy menjen a sorozat, hadd vegyek fel több írót.’ És az a sok szar, amit kértünk? Amikor elmentünk, meg kellett csinálniuk. Felvették azt a nagy írói gárdát és egy producer-rendezőt a forgatáshoz. Ez zavart a legjobban. Ugyanott kötöttek ki, azt kellett csinálniuk, mint amiket mi kértünk, de én már nem lehettem ott.”
2015 májusában egy interjúban a Gilmore Guys podcastján Scott Patterson a következőt nyilatkozta: „Beszélnek róla, ebben a pillanatban is. Részletekbe nem igazán mehetek, de van némi ténykedés az ügyben. Bizakodó vagyok, és tudjátok, benne lennék. [...] Úgy gondolom, sok területet nem érintettünk, amit egy limitált sorozatban, tévé filmben vagy játékfilmben megtehetnénk, bármi, ami lesz. Úgy hiszem, hogy csak a forgatókönyvön múlik. Szerintem mindenki benne lenne.” A 2015-ös austini ATX televíziós fesztiválon a stáb és Amy Sherman-Palladino újra találkoztak és a közönségnek azt mondta, „Sajnálom, de jelenleg semmin nem dolgozunk.”
2015 októberében A TVLine-on azt közölték, hogy a Netflix és a Warner Bros. egyezséget kötött, hogy felélesztik a sorozatot egy limitált szériaként, amely négy 90 perces részből állna. Arról is beszámoltak, hogy Sherman-Palladinot bízzák meg az új részekkel.
2016. január 29-én a Netflix és a Warner Bros. hivatalosan is bejelentette az új évadot, akkor még Gilmore Girls: Seasons címmel, és hozzátették, hogy Lauren Graham, Alexis Bledel, Scott Patterson, Kelly Bishop, Sean Gunn és Keiko Agena készen állnak a visszatérésre. Még aznap Twitteren keresztül Yanic Truesdale és David Sutcliffe is megerősítették visszatérésüket.
2016. május 19-én bejelentették, hogy az évad címe Szívek szállodája: Egy év az életünkből lesz.

## Szereplők

### Főszereplők
| Színész          | Karakter          | Magyar hang           | Megjelenés | Megjelenés | Megjelenés | Megjelenés | Megjelenés | Megjelenés | Megjelenés | Megjelenés           |
| Színész          | Karakter          | Magyar hang           | 1. évad    | 2. évad    | 3. évad    | 4. évad    | 5. évad    | 6. évad    | 7. évad    | Egy év az életünkből |
| ---------------- | ----------------- | --------------------- | ---------- | ---------- | ---------- | ---------- | ---------- | ---------- | ---------- | -------------------- |
| Lauren Graham    | Lorelai Gilmore   | Pápai Erika           | Főszereplő | Főszereplő | Főszereplő | Főszereplő | Főszereplő | Főszereplő | Főszereplő | Főszereplő           |
| Alexis Bledel    | Rory Gilmore      | Bogdányi Titanilla    | Főszereplő | Főszereplő | Főszereplő | Főszereplő | Főszereplő | Főszereplő | Főszereplő | Főszereplő           |
| Scott Patterson  | Luke Danes        | László Zsolt          | Főszereplő | Főszereplő | Főszereplő | Főszereplő | Főszereplő | Főszereplő | Főszereplő | Főszereplő           |
| Melissa McCarthy | Sookie St. James  | Braun Rita            | Főszereplő | Főszereplő | Főszereplő | Főszereplő | Főszereplő | Főszereplő | Főszereplő | Vendég               |
| Keiko Agena      | Lane Kim          | Vadász Bea            | Főszereplő | Főszereplő | Főszereplő | Főszereplő | Főszereplő | Főszereplő | Főszereplő | Visszatérő           |
| Yanic Truesdale  | Michel Gerard     | Csőre Gábor           | Főszereplő | Főszereplő | Főszereplő | Főszereplő | Főszereplő | Főszereplő | Főszereplő | Visszatérő           |
| Kelly Bishop     | Emily Gilmore     | Földi Teri            | Főszereplő | Főszereplő | Főszereplő | Főszereplő | Főszereplő | Főszereplő | Főszereplő | Főszereplő           |
| Edward Herrmann  | Richard Gilmore   | Bács Ferenc           | Főszereplő | Főszereplő | Főszereplő | Főszereplő | Főszereplő | Főszereplő | Főszereplő |                      |
| Liza Weil        | Paris Geller      | Simonyi Piroska       | Visszatérő | Főszereplő | Főszereplő | Főszereplő | Főszereplő | Főszereplő | Főszereplő | Visszatérő           |
| Jared Padalecki  | Dean Forester     | Simonyi Balázs        | Visszatérő | Főszereplő | Főszereplő | Visszatérő | Visszatérő |            |            | Vendég               |
| Sean Gunn        | Kirk Gleason      | Kolovratnik Krisztián | Visszatérő | Visszatérő | Főszereplő | Főszereplő | Főszereplő | Főszereplő | Főszereplő | Visszatérő           |
| Milo Ventimiglia | Jess Mariano      | Seszták Szabolcs      |            | Főszereplő | Főszereplő | Visszatérő |            | Vendég     |            | Visszatérő           |
| Chris Eigeman    | Jason Stiles      | Forgács Péter         |            |            |            | Főszereplő |            |            |            | Vendég               |
| Matt Czuchry     | Logan Huntzberger | Ifj. Morassi László   |            |            |            |            | Visszatérő | Főszereplő | Főszereplő | Visszatérő           |

### Visszatérő szereplők
| Színész             | Karakter             | Magyar hang                    | Megjelenés | Megjelenés | Megjelenés | Megjelenés | Megjelenés | Megjelenés | Megjelenés | Megjelenés           |
| Színész             | Karakter             | Magyar hang                    | 1. évad    | 2. évad    | 3. évad    | 4. évad    | 5. évad    | 6. évad    | 7. évad    | Egy év az életünkből |
| ------------------- | -------------------- | ------------------------------ | ---------- | ---------- | ---------- | ---------- | ---------- | ---------- | ---------- | -------------------- |
| Liz Torres          | Miss Patty           | Tóth Judit                     | Visszatérő | Visszatérő | Visszatérő | Visszatérő | Visszatérő | Visszatérő | Visszatérő | Visszatérő           |
| Emily Kuroda        | Mrs. Kim             | Réti Szilvia                   | Visszatérő | Visszatérő | Visszatérő | Visszatérő | Visszatérő | Visszatérő | Visszatérő | Vendég               |
| Jackson Douglas     | Jackson Belleville   | Őze Áron                       | Visszatérő | Visszatérő | Visszatérő | Visszatérő | Visszatérő | Visszatérő | Visszatérő | Vendég               |
| Sally Struthers     | Babette Dell         | Rátonyi Hajni                  | Visszatérő | Visszatérő | Visszatérő | Visszatérő | Visszatérő | Visszatérő | Visszatérő | Visszatérő           |
| Alex Borstein       | Drella / Miss Celine |                                | Visszatérő |            | Vendég     |            | Vendég     |            |            | Vendég               |
| Ted Rooney          | Morey Dell           | Wohlmuth István                | Visszatérő | Visszatérő | Visszatérő | Visszatérő | Visszatérő | Visszatérő | Visszatérő | Vendég               |
| Michael Winters     | Taylor Doose         | Láng József                    | Visszatérő | Visszatérő | Visszatérő | Visszatérő | Visszatérő | Visszatérő | Visszatérő | Visszatérő           |
| Dakin Matthews      | Hanlin Charleston    |                                | Visszatérő | Visszatérő | Visszatérő |            | Vendég     |            | Vendég     | Vendég               |
| Teal Redmann        | Louise Grant         | Szőnyi Juli                    | Visszatérő | Visszatérő | Visszatérő | Vendég     |            |            |            |                      |
| Shelly Cole         | Madeline Lynn        | Györfi Anna                    | Visszatérő | Visszatérő | Visszatérő | Vendég     |            |            |            |                      |
| Chad Michael Murray | Tristan DuGrey       | Bódy Gergely,Benedikty Marcell | Visszatérő | Vendég     |            |            |            |            |            |                      |
| Scott Cohen         | Max Medina           | Szőke Zoltán                   | Visszatérő | Vendég     | Vendég     |            |            |            |            |                      |
| Mike Gandolfi       | Andrew               |                                | Visszatérő | Visszatérő | Visszatérő | Visszatérő | Visszatérő | Visszatérő | Visszatérő | Visszatérő           |
| David Sutcliffe     | Christopher Hayden   | Lux Ádám                       | Vendég     | Visszatérő | Vendég     |            | Visszatérő | Visszatérő | Visszatérő | Vendég               |
| Grant Lee Phillips  | Grant                |                                | Visszatérő | Visszatérő | Visszatérő | Visszatérő | Vendég     | Visszatérő | Vendég     | Vendég               |
| Lisa Ann Hadley     | Rachel               |                                | Visszatérő |            |            |            |            |            |            |                      |
| Rose Abdoo          | Gypsy                | Koffler Gizella                |            | Visszatérő | Visszatérő | Visszatérő | Visszatérő | Visszatérő | Visszatérő | Visszatérő           |
| Emily Bergl         | Francie Jarvis       |                                |            | Vendég     | Visszatérő |            |            |            |            | Vendég               |
| Adam Brody          | Dave Rygalski        |                                |            |            | Visszatérő |            |            |            |            |                      |
| Todd Lowe           | Zach Van Gerbig      | Varga Gábor                    |            |            | Visszatérő | Visszatérő | Visszatérő | Visszatérő | Visszatérő | Visszatérő           |
| John Cabrera        | Brian Fuller         | Rába Roland, Bódy Gergely      |            |            | Visszatérő | Visszatérő | Visszatérő | Visszatérő | Visszatérő | Visszatérő           |
| Arielle Kebbel      | Lindsay Lister       |                                |            |            | Visszatérő | Visszatérő | Vendég     |            |            |                      |
| Aris Alvarado       | Caesar               |                                |            |            | Visszatérő | Visszatérő | Visszatérő | Visszatérő | Visszatérő | Visszatérő           |
| Rini Bell           | Lulu                 |                                |            |            |            | Visszatérő | Visszatérő | Vendég     | Visszatérő | Vendég               |
| Sebastian Bach      | Gil                  |                                |            |            |            | Visszatérő | Visszatérő | Visszatérő | Visszatérő | Vendég               |
| Danny Strong        | Doyle McMaster       | Tímár Andor                    |            |            |            | Visszatérő | Visszatérő | Visszatérő | Visszatérő | Visszatérő           |
| Kathleen Wilhoite   | Liz Danes            | Bede-Fazekas Annamária         |            |            |            | Visszatérő | Visszatérő | Visszatérő | Visszatérő |                      |
| Michael DeLuise     | TJ                   | Király Attila                  |            |            |            | Visszatérő | Visszatérő | Visszatérő | Visszatérő |                      |
| Wayne Wilcox        | Marty                | Haumann Máté                   |            |            |            | Visszatérő | Visszatérő |            | Vendég     |                      |
| Gregg Henry         | Mitchum Huntzberger  | Haás Vander Péter              |            |            |            |            | Visszatérő | Visszatérő | Visszatérő | Vendég               |
| Sherilyn Fenn       | Anna Nardini         | Bertalan Ágnes                 |            |            |            |            |            | Visszatérő | Visszatérő |                      |
| Vanessa Marano      | April Nardini        | Talmács Márta                  |            |            |            |            |            | Visszatérő | Visszatérő | Vendég               |
| Alex Kingston       | Naomi Shropshire     |                                |            |            |            |            |            |            |            | Visszatérő           |
| Carolyn Hennesy     | Toni                 |                                |            |            |            |            |            |            |            | Visszatérő           |
| Krysten Ritter      | Lucy                 |                                |            |            |            |            |            |            | Visszatérő |                      |

## Epizódok
| Évad | Évad                 | Részek száma         | Részek száma         | Eredeti sugárzás     | Eredeti sugárzás   | Eredeti adó |
| Évad | Évad                 | Részek száma         | Részek száma         | Évadbemutató         | Évadzáró           | Eredeti adó |
| ---- | -------------------- | -------------------- | -------------------- | -------------------- | ------------------ | ----------- |
|      | 1.                   | 21                   | 21                   | 2000. október 5.     | 2001. május 10.    | The WB      |
|      | 2.                   | 22                   | 22                   | 2001. október 9.     | 2002. május 21.    | The WB      |
|      | 3.                   | 22                   | 22                   | 2002. szeptember 24. | 2003. május 20.    | The WB      |
|      | 4.                   | 22                   | 22                   | 2003. szeptember 23. | 2004. május 18.    | The WB      |
|      | 5.                   | 22                   | 22                   | 2004. szeptember 21. | 2005. május 17.    | The WB      |
|      | 6.                   | 22                   | 22                   | 2005. szeptember 13. | 2006. május 9.     | The WB      |
|      | 7.                   | 22                   | 22                   | 2006. szeptember 26. | 2007. május 15.    | The CW      |
|      | Egy év az életünkből | Egy év az életünkből | Egy év az életünkből | 2016. november 25.   | 2016. november 25. | Netflix     |

### Előzmények
A Szívek szállodája pilot része felvázolja az eseményeket és számos visszatérő témáját, miközben megtudjuk, hogy Lorelai 16 évesen lett terhes Rory-val de úgy döntött, hogy nem megy hozzá az apához, Christopher Haydenhez. Ehelyett ott hagyja csalódott szüleit Hartfordban és Stars Hollowba megy. A későbbi részekben kiderül, hogy Lorelait és gyermekét Mia fogadta be, a Szabadság Szálló tulajdonosa, ahol szobalányból mostanra igazgató lett. Az első részben Rory-t, aki éppen 16 éves lesz, felveszik a Chiltonba, egy elit középiskolába, hogy később bekerüljön álmai iskolájába, a Harvard Egyetemre. Lorelai rájön, hogy nem tudja kifizetni a tandíjat. A reménytelenség és céltudatosság Lorelai-t szüleihez, Emily-hez és Richardhoz vezetik, ahol megállapodnak: a szülei kölcsönt adnak neki, cserébe minden péntek este ott kell vacsorázniuk.
A Lorelai és szülei közötti interakció számos konfliktust sejtet magában a sorozat folyamán. Az anya-lánya kapcsolat Lorelai és Emily, valamint Lorelai és Rory között a sorozat meghatározó témájává válik.

## A Szívek szállodája DVD-k
| A teljes első évad | | | | |
| Részletek | Részletek | Extrák | Extrák | Extrák |
| - 21 epizód - 6 lemez - 4:3-as képformátum - Feliratok: magyar, angol - Hang: magyar, angol (Dolby Digital 2.0 Stereo) | - 21 epizód - 6 lemez - 4:3-as képformátum - Feliratok: magyar, angol - Hang: magyar, angol (Dolby Digital 2.0 Stereo) | - Kimaradt jelenetek - Szerelem, hó és háború - Bűnbocsánat bonyodalmakkal - Emily Csodaországban - Így készült a Szívek szállodája - Aranyköpések - Hírek és pletykák a Rory bálja epizódhoz | - Kimaradt jelenetek - Szerelem, hó és háború - Bűnbocsánat bonyodalmakkal - Emily Csodaországban - Így készült a Szívek szállodája - Aranyköpések - Hírek és pletykák a Rory bálja epizódhoz | - Kimaradt jelenetek - Szerelem, hó és háború - Bűnbocsánat bonyodalmakkal - Emily Csodaországban - Így készült a Szívek szállodája - Aranyköpések - Hírek és pletykák a Rory bálja epizódhoz |
| Megjelenési dátumok | | | | |
| Észak-Amerika | Egyesült Királyság | Európa | Norvégia | Ausztrália |
| 2004. május 4. | 2005. február 6. | 2005. november 16. | 2005. november 16. | 2006. április 5. |

| A teljes második évad | | | | |
| Részletek | Részletek | Extrák | Extrák | Extrák |
| - 22 epizód - 6 lemez - 4:3-as képformátum - Feliratok: magyar, angol, olasz - Hang: magyar, angol, olasz (Dolby Digital 2.0 Stereo) | - 22 epizód - 6 lemez - 4:3-as képformátum - Feliratok: magyar, angol, olasz - Hang: magyar, angol, olasz (Dolby Digital 2.0 Stereo) | - Kimaradt jelenetek - Az eljegyzés - Áll a bál - Üdítő hétvége - Nehéz kezdet - Kisfilm: Kirk filmje - Dokumentumfilm: Világsiker - Hogyan fogadták más országokban a Szívek szállodáját - Akiknek felvágták a nyelvét - Az évad legjobb szócsatái | - Kimaradt jelenetek - Az eljegyzés - Áll a bál - Üdítő hétvége - Nehéz kezdet - Kisfilm: Kirk filmje - Dokumentumfilm: Világsiker - Hogyan fogadták más országokban a Szívek szállodáját - Akiknek felvágták a nyelvét - Az évad legjobb szócsatái | - Kimaradt jelenetek - Az eljegyzés - Áll a bál - Üdítő hétvége - Nehéz kezdet - Kisfilm: Kirk filmje - Dokumentumfilm: Világsiker - Hogyan fogadták más országokban a Szívek szállodáját - Akiknek felvágták a nyelvét - Az évad legjobb szócsatái |
| Megjelenési dátumok | | | | |
| Észak-Amerika | Egyesült Királyság | Európa | Norvégia | Ausztrália |
| 2004. december 7. | 2006. március 13. | 2006. március 15. | 2006. március 8. | 2006. április 5. |

| A teljes harmadik évad | | | | |
| Részletek | Részletek | Extrák | Extrák | Extrák |
| - 22 epizód - 6 lemez - 4:3-as képformátum - Feliratok: magyar, angol, olasz - Hang: magyar, angol, olasz (Dolby Digital 2.0 Stereo) | - 22 epizód - 6 lemez - 4:3-as képformátum - Feliratok: magyar, angol, olasz - Hang: magyar, angol, olasz (Dolby Digital 2.0 Stereo) | - Kimaradt jelenetek - Hattyúdal - Koporsó és szitakötő - Fizess, Hableány! - Dokumentumfilm - Tényfeltáró dokumentumfilm a szereplőkről: Mindnyájan felnövünk egyszer – gyerekkori emlékek - Kisfilm - Készen állsz a szerelemre? – az évad legromantikusabb pillanatai - Kisfilm - Az imádott 80-as évek – a kor kedvenc táncmozdulatai | - Kimaradt jelenetek - Hattyúdal - Koporsó és szitakötő - Fizess, Hableány! - Dokumentumfilm - Tényfeltáró dokumentumfilm a szereplőkről: Mindnyájan felnövünk egyszer – gyerekkori emlékek - Kisfilm - Készen állsz a szerelemre? – az évad legromantikusabb pillanatai - Kisfilm - Az imádott 80-as évek – a kor kedvenc táncmozdulatai | - Kimaradt jelenetek - Hattyúdal - Koporsó és szitakötő - Fizess, Hableány! - Dokumentumfilm - Tényfeltáró dokumentumfilm a szereplőkről: Mindnyájan felnövünk egyszer – gyerekkori emlékek - Kisfilm - Készen állsz a szerelemre? – az évad legromantikusabb pillanatai - Kisfilm - Az imádott 80-as évek – a kor kedvenc táncmozdulatai |
| Megjelenési dátumok | | | | |
| Észak-Amerika | Egyesült Királyság | Európa | Norvégia | Ausztrália |
| 2005. május 3. | 2006. július 17. | 2006. április 12. | 2006. június 28. | 2006. július 5. |

| A teljes negyedik évad                                                                                                 | | | | |
| Részletek | Részletek | Extrák | Extrák | Extrák |
| - 22 epizód - 6 lemez - 4:3-as képformátum - Feliratok: magyar, angol - Hang: magyar, angol (Dolby Digital 2.0 Stereo) | - 22 epizód - 6 lemez - 4:3-as képformátum - Feliratok: magyar, angol - Hang: magyar, angol (Dolby Digital 2.0 Stereo) | - Kimaradt jelenetek - Véget nem érő táncversenyek - A Gilmore ház feje - Kisfilm - Készen állsz a szerelemre? – az évad legromantikusabb pillanatai | - Kimaradt jelenetek - Véget nem érő táncversenyek - A Gilmore ház feje - Kisfilm - Készen állsz a szerelemre? – az évad legromantikusabb pillanatai | - Kimaradt jelenetek - Véget nem érő táncversenyek - A Gilmore ház feje - Kisfilm - Készen állsz a szerelemre? – az évad legromantikusabb pillanatai |
| Megjelenési dátumok | | | | |
| Észak-Amerika | Egyesült Királyság | Európa | Norvégia | Ausztrália |
| 2005. szeptember 27.                                                                                                   | 2009. július 27. | 2006. június 14. | 2006. november 15. | 2006. július 5. |

| A teljes ötödik évad                                                                                                   | | | | |
| Részletek | Részletek | Extrák | Extrák | Extrák |
| - 22 epizód - 6 lemez - 4:3-as képformátum - Feliratok: magyar, angol - Hang: magyar, angol (Dolby Digital 2.0 Stereo) | - 22 epizód - 6 lemez - 4:3-as képformátum - Feliratok: magyar, angol - Hang: magyar, angol (Dolby Digital 2.0 Stereo) | - Kisfilm - A Szívek szállodája századszor - Az öt évad áttekintése - Kisfilm - A századik rész színfalai mögött - Kisfilm - Szívek szállodája-sziporkák - Az évad legeredetibb szófordulatai | - Kisfilm - A Szívek szállodája századszor - Az öt évad áttekintése - Kisfilm - A századik rész színfalai mögött - Kisfilm - Szívek szállodája-sziporkák - Az évad legeredetibb szófordulatai | - Kisfilm - A Szívek szállodája századszor - Az öt évad áttekintése - Kisfilm - A századik rész színfalai mögött - Kisfilm - Szívek szállodája-sziporkák - Az évad legeredetibb szófordulatai |
| Megjelenési dátumok | | | | |
| Észak-Amerika | Egyesült Királyság | Európa | Norvégia | Ausztrália |
| 2005. december 13. | 2010. január 18. | 2006. augusztus 16. | 2007. január 24. | 2006. szeptember 6. |

| A teljes hatodik évad                                                                                                  |                    |                  |                 |                  |
| Részletek | Részletek          | Extrák           | Extrák          | Extrák           |
| - 22 epizód - 6 lemez - 4:3-as képformátum - Feliratok: magyar, angol - Hang: magyar, angol (Dolby Digital 2.0 Stereo) |                    |                  |                 |                  |
| Megjelenési dátumok |                    |                  |                 |                  |
| Észak-Amerika | Egyesült Királyság | Európa           | Norvégia        | Ausztrália       |
| 2006. szeptember 19.                                                                                                   | 2010. április 19.  | 2007. január 10. | 2007. május 25. | 2007. február 6. |

| A teljes hetedik évad | | | | |
| Részletek | Részletek | Extrák | Extrák | Extrák |
| - 22 epizód - 6 lemez - 4:3-as képformátum - Feliratok: magyar, angol, cseh, francia, holland, lengyel, portugál - Hang: magyar, angol, cseh, francia, olasz (Dolby Digital 2.0 Stereo) | - 22 epizód - 6 lemez - 4:3-as képformátum - Feliratok: magyar, angol, cseh, francia, holland, lengyel, portugál - Hang: magyar, angol, cseh, francia, olasz (Dolby Digital 2.0 Stereo) | - Kimaradt jelenetek - A nagy bűz - Divatbolond Gilmore-ok - A legjobb barátnő a kulisszák mögött – A Szívek szállodája kulisszatitkai Keiko Agenával - Beszéljünk a fiúkról! – Montázs | - Kimaradt jelenetek - A nagy bűz - Divatbolond Gilmore-ok - A legjobb barátnő a kulisszák mögött – A Szívek szállodája kulisszatitkai Keiko Agenával - Beszéljünk a fiúkról! – Montázs | - Kimaradt jelenetek - A nagy bűz - Divatbolond Gilmore-ok - A legjobb barátnő a kulisszák mögött – A Szívek szállodája kulisszatitkai Keiko Agenával - Beszéljünk a fiúkról! – Montázs |
| Megjelenési dátumok | | | | |
| Észak-Amerika | Egyesült Királyság | Európa | Norvégia | Ausztrália |
| 2007. november 13. | 2010. augusztus 30. | 2007. november 25. | 2007. november 14. | 2008. április 9. |

## A Szívek szállodája könyvek
Anyja lánya
- Kiadó: Ciceró Könyvstúdió Kiadói és Ker. Kft., A Magyar Könyvkiadók és Könyvterjesztők Egyesülésének tagja
- Oldalszám: 224
- Borító: puhatáblás
- Fordította: Várkonyi Zoltán

Szeretlek, te idióta!
- Kiadó: Ciceró Könyvstúdió Kiadói és Ker. Kft., A Magyar Könyvkiadók és Könyvterjesztők Egyesülésének tagja
- Oldalszám: 224
- Borító: puhatáblás
- Fordította: Várkonyi Zoltán

Hozzámenjek? Vagy mégse?
- Kiadó: Ciceró Könyvstúdió Kiadói és Ker. Kft., A Magyar Könyvkiadók és Könyvterjesztők Egyesülésének tagja
- Oldalszám: 224
- Borító: puhatáblás
- Fordította: Várkonyi Zoltán

Ki legyen Rómeó?
- Kiadó: Ciceró Könyvstúdió 2008
- Oldalszám: 220
- Borító: puhatáblás
- Fordította: Várkonyi Zoltán

## A Szívek szállodája vetítése Magyarországon
| Tévécsatorna | Rész                                                          | Kezdés               | Befejezés             | Milyen gyakran                   | Premier vagy ismétlés |
| ------------ | ------------------------------------------------------------- | -------------------- | --------------------- | -------------------------------- | --------------------- |
| m1           | 1.01 Kár a gőzért – 3.22 Fizess Hableány!                     | 2003. július 27.     | 2004. november 28.    | vasárnap esténként 18.45-kor     | Premier               |
| m1           | 1.01 Kár a gőzért – 3.19 Száll a sirály fészkére              | 2005. június 22.     | 2005. szeptember 16.  | hétköznap esténként 18.00-kor    | Ismétlés              |
| m1           | 3.20 Koporsó és Szitakötő – 3.22 Fizess Hableány!             | 2005. szeptember 24. | 2005. október 8.      | szombat délutánonként 17.00-kor  | Ismétlés              |
| m1           | 4.01 A véget nem érő táncversenyek – 5.22 Ez a ház nem otthon | 2005. október 16.    | 2006. október 8.      | vasárnap délutánonként 17.00-kor | Premier               |
| m1           | 4.01 A véget nem érő táncversenyek – 5.22 Ez a ház nem otthon | 2006. október 18.    | 2006. december 14.    | Hétköznaponként                  | Ismétlés              |
| Viasat 3     | 6.01 Most igen, vagy nem? – 6.22 Énekes palimadarak           | 2007. január 21.     | 2007. június 17.      | vasárnap délutánonként 17.00-kor | Premier               |
| Viasat 3     | 7.01 A hosszú reggel – 7.17 Gilmore lányok előnyben           | 2007. június 18.     | 2007. október 15.     | hétfő esténként 21.00-kor        | Premier               |
| Viasat 3     | 7.06 Hajrá, Bulldogok! – 7.17 Gilmore lányok előnyben         | 2007. július 28.     | 2007. október 20.     | Szombat délutánonként            | Ismétlés              |
| Viasat 3     | 7.17 Gilmore lányok előnyben – 7.22 Jó utat!                  | 2007. október 20.    | 2007. november 17.    | szombat délutánonként 17.00-kor  | Premier               |
| Viasat 3     | 1.01 Kár a gőzért - 7.22 Jó utat!                             | 2008. február 4.     | 2008. szeptember 1.   | hétköznap esténként 18.00-kor    | Ismétlés              |
| Viasat 3     | 1.01 Kár a gőzért - 7.22 Jó utat!                             | 2008. szeptember 26. | 2009. április végén   | Hétköznaponként                  | Ismétlés              |
| RTL Klub     | 6.01 Most igen, vagy nem? - 6.22 Énekes palimadarak           | 2009. január 29.     | 2009. február 27.     | Hétköznaponként                  | Ismétlés              |
| RTL Klub     | 7.01. A hosszú reggel - ?                                     | 2009. március 8.     | 2009. augusztus végén | Vasárnaponként                   | Ismétlés              |

## Fordítás
- Ez a szócikk részben vagy egészben  a   Gilmore Girls című angol Wikipédia-szócikk ezen változatának fordításán alapul.  Az eredeti cikk szerkesztőit annak laptörténete sorolja fel. Ez a jelzés csupán a megfogalmazás eredetét és a szerzői jogokat jelzi, nem szolgál a cikkben szereplő információk forrásmegjelöléseként.